# كارل لودفيج كريستيان
كارل لودفيج كريستيان (بالألمانية: Carl Ludwig Christian Rümker)‏ (و. 1788 – 1862 م) هو عالم فلك من ألمانيا . ولد في بورغ اشتارغارد. وكان عضواً في الجمعية الملكية .
توفي في لشبونة، عن عمر يناهز 74 عاماً.

## جوائز
حصل على جوائز منها:
- الميدالية الذهبية للجمعية الفلكية الملكية (1854).